# Tarentola boavistensis
Espèce
Synonymes
- Tarentola rudis boavistensis Joger, 1993

Statut de conservation UICN

 VU D1 : Vulnérable
Tarentola boavistensis est une espèce de geckos de la famille des Phyllodactylidae.

## Répartition
Cette espèce est endémique des îles du Cap-Vert. Elle se rencontre dans les îles de Boa Vista et de Sal.

## Étymologie
Son nom d'espèce, composé de boavist et du suffixe latin -ensis, « qui vit dans, qui habite », lui a été donné en référence au lieu de sa découverte, l'île de Boa Vista.

## Taxinomie
Tarentola rudis boavistensis a été élevée au rang d'espèce par Vasconcelos, Perera, Geniez, Harris & Carranza en 2012.

## Publication originale
- Joger, 1993 : On two collections of reptiles and amphibians from the Cape Verde Islands, with descriptions of three new taxa. Courier Forschungsinstitut Senckenberg, vol. 159, p. 437-444 (texte intégral).